# Tulia (roślina)

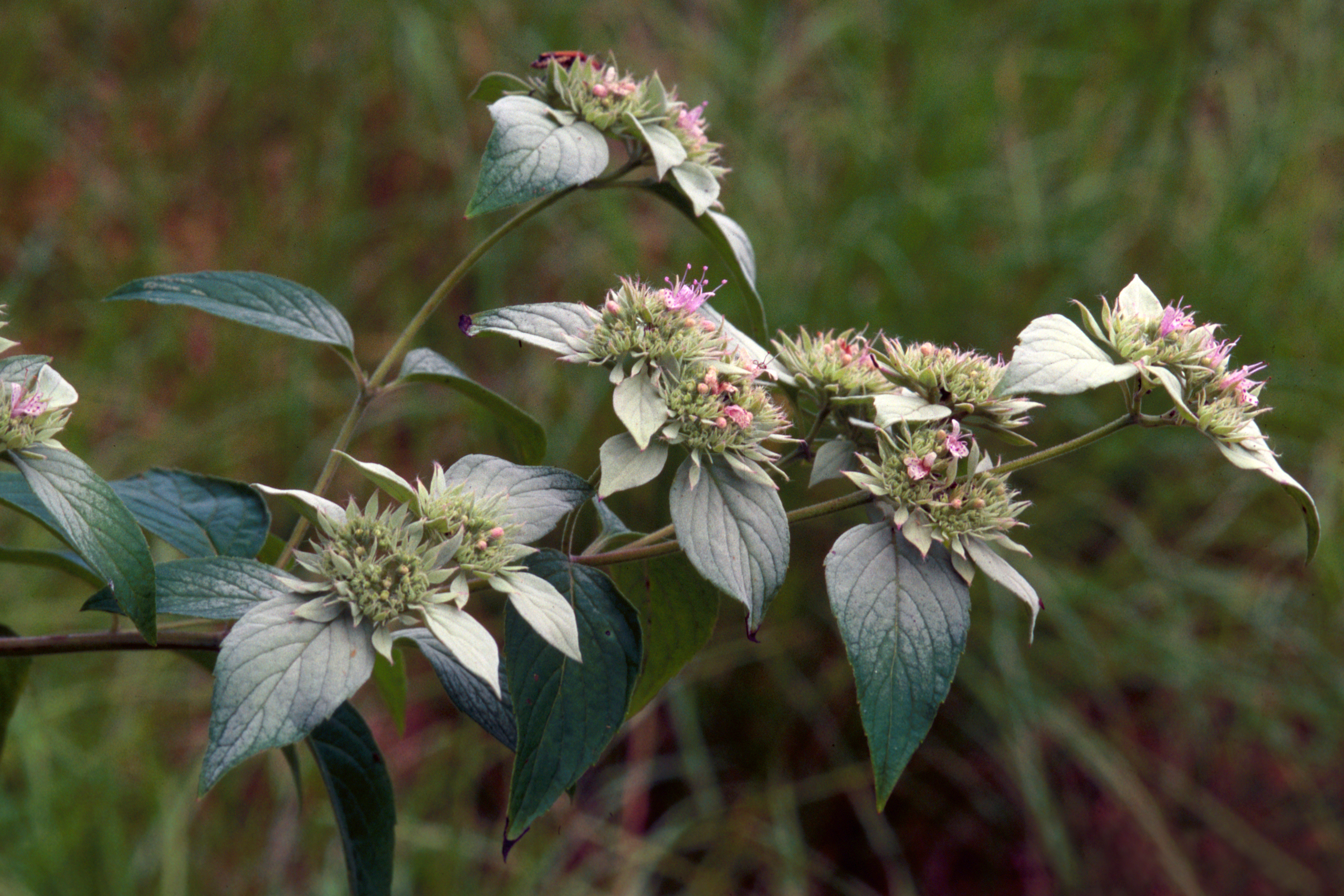
Pycnanthemum incanum

Tulia (Pycnanthemum Michx.) – rodzaj roślin z rodziny jasnotowatych (Lamiaceae). Obejmuje 19 gatunków. Występują one w środkowej i wschodniej części Ameryki Północnej, z centrum zróżnicowania w południowo-wschodniej części Stanów Zjednoczonych. Jeden gatunek (tulia kalifornijska P. californicum) jest endemitem Kalifornii. Rośliny te rosną w formacjach nieleśnych i na skrajach lasu, często w miejscach przekształconych.
Niektóre gatunki wykorzystywane są do aromatyzowania potraw i jako lecznicze. P. incanum jest potencjalnym surowcem do pozyskiwania gum naturalnych. Rośliny bywają uprawiane w ogrodach ze względu na silnie aromatyczne liście, obfite kwiatostany. Rośliny te są bardzo atrakcyjne dla pszczół.

## Morfologia

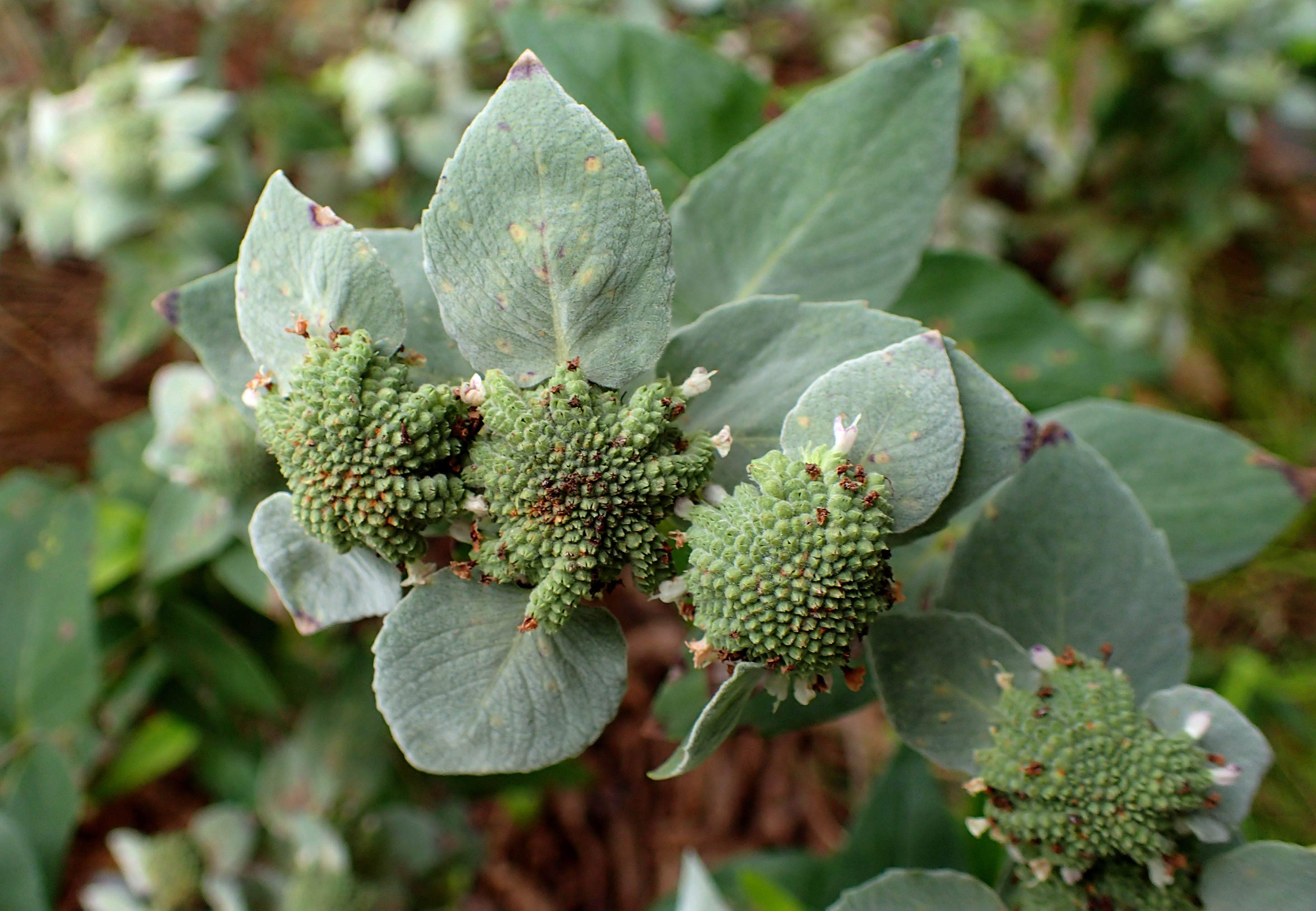
Pycnanthemum muticum

PokrójSilnie aromatyczne kłączowe byliny.
LiścieNaprzemianległe, siedzące lub krótkoogonkowe, o blaszkach pojedynczych, jajowatych do równowąskich, całobrzegich lub ząbkowanych.
KwiatyZebrane na szczytach pędów w luźne lub gęste kwiatostany złożone w postaci główek lub podbaldachów, tworzonych przez kwiaty skupione w wierzchotki. Kielich jest promienisty lub grzbiecisty, nie powiększa się w czasie owocowania. Kształt ma walcowaty do dzwonkowatego, z 10–13 wiązkami przewodzącymi, zakończony 5 ząbkami. Ząbki mają różne kształty – są trójkątne, jajowate, lancetowate lub ościste; podobne do siebie lub górne dwa są głębiej rozdzielone niżeli dolne trzy. Korona jest biała lub lawendowa, z purpurowymi plamkami, dwuwargowa, z czterema łatkami, z czego trzy są dolne i jedna górna. Górna łatka jest całobrzega lub wycięta na szczycie. Rurka korony jest prosta. Pręciki są cztery, dwusilne lub podobnej długości, wystające z korony lub schowane w jej rurce. Zalążnia zwieńczona szyjką słupka z dwudzielnym znamieniem o równych lub nierównych ramionach.
OwoceCzterodzielne rozłupnie, rozpadające się na cztery pojedyncze rozłupki, które są jajowate lub w postaci spłaszczonej kuli, czasem mniej lub bardziej trójkanciaste, na powierzchni gładkie lub szorstkie, nagie lub owłosione.

## Systematyka
Pozycja systematyczna
Gatunek i rodzaj z podplemienia Menthinae, plemienia Mentheae, podrodziny Nepetoideae z rodziny jasnotowatych Lamiaceae.
Wykaz gatunków
- Pycnanthemum albescens Torr. & A.Gray
- Pycnanthemum beadlei (Small) Fernald
- Pycnanthemum californicum Torr. ex Durand – tulia kalifornijska[5]
- Pycnanthemum clinopodioides Torr. & A.Gray
- Pycnanthemum curvipes (Greene) E.Grant & Epling
- Pycnanthemum flexuosum (Walter) Britton, Sterns & Poggenb.
- Pycnanthemum floridanum E.Grant & Epling
- Pycnanthemum incanum (L.) Michx.
- Pycnanthemum loomisii Nutt.
- Pycnanthemum monotrichum Fernald
- Pycnanthemum montanum Michx.
- Pycnanthemum muticum (Michx.) Pers.
- Pycnanthemum nudum Nutt.
- Pycnanthemum pycnanthemoides (Leavenw.) Fernald
- Pycnanthemum setosum Nutt.
- Pycnanthemum tenuifolium Schrad.
- Pycnanthemum torreyi Benth.
- Pycnanthemum verticillatum (Michx.) Pers.
- Pycnanthemum virginianum (L.) T.Durand & B.D.Jacks. ex B.L.Rob. & Fernald – tulia wirginijska[5]

## Uprawa
Rośliny wymagają stanowisk słonecznych lub półcienistych oraz gleb żyznych i wilgotnych. Rozmnażane są przez podział lub siew nasion.